# 盛子瑾
盛子瑾（1906年—1954年12月9日），安徽省和县白桥后港人，中华民国大陆时期政治人物。

## 生平
早年参加中国共产党，后因被捕变节、成为军统系统成员。
1938年，与杨文蔚结婚，并直接归戴笠直接领导。后来到泗县，成功收复日军占领的六安县。
1939年，调至皖东北任安徽省第六区行政督察专员兼泗县县长，及第五战区第五游击司令。与中共鄂豫皖省委江上青、赵敏、周屯、谢景鸿等人合作。
1940年，他创建皖东北抗日军政干校，自兼校长，秘书江上青任副校长，军事主任石青兼政治大队长，政治部主任为谢景鸿。当年，新四军皖东北办事处处长张爱萍为开展皖东北的抗战工作，在灵璧北张大路开会，想调解盛子瑾与灵璧县县长许志远矛盾。会上盛、许两人相互攻击，不欢而散。许企图杀死盛，于是与泗县柏逸荪、王广沛、王铸九等密谋，当8月29日盛子瑾偕江上青巡视灵璧，至泗县刘圩东小湾子时受到攻击，盛子瑾逃脱，江上青等人死亡。
1941年，安徽省府派马馨亭带千余部队组建第五战区第五游击队，进驻泗县大柏圩子，企图取代盛子瑾。中共苏皖区党委，认为坚持皖东北的局势，必须“拥盛驱马”，乘其立足未稳而聚歼之。同年2月，新四军第四总队总队长张爱萍统一指挥，对马馨亭及其所部的驻地发起攻击，马馨亭带少数人逃跑，其余全部被新四军歼灭。马馨亭逃到安徽省府，告盛子瑾联合共产党，对盛子瑾下通缉令。盛子瑾恐惧，率其嫡系第四支队陈大瑶部、第五支队杨子文部，计划经淮南投奔在苏北的苏鲁战区司令李明杨，结果被新四军截获。新四军劝其留下，盛未依从，遂新四军礼送出境。
1945年日本投降，抗日战争结束后，盛子瑾在上海与美国第十五航空大队长陈纳德合股开设“中美棉业公司”，盛子瑾任总经理。
1949年，中华民国国防部军事法庭以“勾结日人走私罪”，判处盛子瑾有期徒刑6个月，因病准予监外执行。
1951年4月27日，以反革命罪逮捕入狱。
1954年12月9日病死提篮桥监狱狱中。
2001年2月20日得到平反昭雪，恢复名誉。